# Türkischer Befreiungskrieg
Smyrna  I – Aydın – İnönü  I – İnönü  II – Eskişehir – Sakarya – Große Offensive (Dumlupınar – Smyrna  II)
Oltu – Sarıkamış – Kars – Gümrü
Urfa – Maraş – Antep – Çukurova
Der Türkische Befreiungskrieg (türkisch Kurtuluş Savaşı oder älteres Türkisch İstiklâl Harbi) war der Unabhängigkeitskrieg der türkischen Nationalbewegung von 1919 bis 1923 unter der Führung Mustafa Kemal Paschas gegen die Besetzung und politische und wirtschaftliche Bevormundung durch fremde Mächte. Die Kampfhandlungen richteten sich u. a. gegen Armenien, Griechenland und die französische Besatzungsmacht in Anatolien, die von den Westmächten Großbritannien und Italien unterstützt wurden. Der Krieg war gegen die Vergrößerung eines projektierten armenischen und des griechischen Staates auf Kosten des Osmanischen Reiches sowie gegen o. g. Besatzungszonen nach dem Vertrag von Sèvres von 1920 gerichtet. Ziel war die Errichtung eines türkischen Nationalstaates innerhalb der beim Waffenstillstand von Mudros von 1918 mit der Entente vereinbarten Waffenstillstandslinien (entspricht in etwa den heutigen Grenzen). Des Weiteren sollte der türkische Staat frei von politischen und wirtschaftlichen Beschränkungen durch fremde Mächte sein. Die im Vertrag von Sèvres von 1920 verankerten alliierten Aufteilungspläne der Türkei waren von der Regierung unter Damat Ferid Pascha unterzeichnet worden, riefen aber den erfolgreichen Widerstand unter Mustafa Kemal hervor. Den Truppen der Kuvayı Milliye unter der Führung Mustafa Kemals schlossen sich verschiedene Ethnien, wie z. B. Tscherkessen, Lasen und Kurden an. Die gängigen türkischen Bezeichnungen lauten Kurtuluş Savaşı (Befreiungskrieg), İstiklâl Harbi (Unabhängigkeitskrieg) oder Millî Mücadele (Nationaler Kampf).
Der Kampf hatte die Gründung eines souveränen türkischen Staates ohne politische, rechtliche und wirtschaftliche Bevormundung durch andere Staaten zum Ziel. Zudem sollte ein gemeinsames türkisches Nationalbewusstsein unter den weit über 40 ethnischen Gruppen begründet werden, unter denen die Türken die größte bildeten (Siehe auch: Volksgruppen in der Türkei).
Der Befreiungskrieg gipfelte im Griechisch-Türkischen Krieg, in dessen Folge die größten Teile der griechischen Bevölkerung Kleinasiens und der türkischen Bevölkerung des heutigen Griechenlands vertrieben wurden (Abkommen zwischen beiden Ländern zum Bevölkerungsaustausch 1923). Die Griechen mussten Teile Kleinasiens verlassen, in denen sie annähernd dreitausend Jahre gesiedelt hatten (hauptsächlich in Ionien, am Pontos, in Bithynien und in Ostthrakien). Für die Türken wiederum endete eine annähernd 600 Jahre alte Besiedelungsgeschichte in Teilen des heutigen Griechenlands (hauptsächlich in (Griechisch-)Makedonien und auf Kreta).

## Ausgangssituation
Das im Ersten Weltkrieg mit den Mittelmächten verbündete Osmanische Reich unterzeichnete nach deren offenkundig gewordener Niederlage am 30. Oktober 1918 das Waffenstillstandsabkommen von Mudros (Mudros auf Limnos) mit den Siegermächten. Kapitel 7 des Vertrages gestattete den Siegermächten, jederzeit jede Region des Reiches zu besetzen. Auf Grundlage dieses Abkommens wurden nahezu alle Gebiete der Türkei durch Großbritannien, Frankreich, Italien und Griechenland besetzt.
Griechenland hatte sich im Ersten Weltkrieg der Entente angeschlossen und sah nach der Niederlage und Schwächung des Osmanischen Reiches die Megali Idea in greifbarer Nähe. Mit der Unterstützung der Großmächte Großbritannien und Frankreich begann Griechenland einen Feldzug gegen das kriegsgeschwächte Osmanische Reich.

## Die Anfänge des Widerstandes

### Reaktion auf die Besatzung

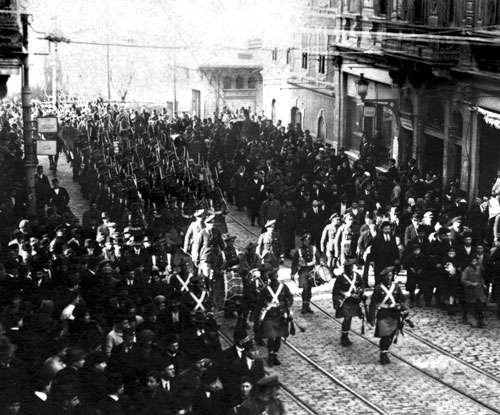
Besetzung Istanbuls

In vielen Landesteilen organisierte sich Widerstand gegen die Besatzung. Die Kuvayı Milliye waren Freikorps, die dezentral organisiert die Kämpfe gegen die Besatzungsmächte aufnahmen. Die Freikorps setzten sich aus Mitgliedern der aufgelösten Teşkilât-ı Mahsusa zusammen, aus jungtürkischen Inhaftierten, denen unter der Regierung von Istanbul der Prozess bevorstand und die mithilfe der Karakol-Organisation zur kemalistischen Seite überwechselten, desertierten Soldaten der Osmanischen Armee und anderen Freiwilligen.
Den Beginn des Widerstands markiert der erste Schuss gegen die Besatzungsmächte in İzmir durch Hasan Tahsin. Die Kuvayı Milliye wurden dabei nicht nur durch die Besatzer bekämpft, sondern auch durch die Regierung des Osmanischen Reichs.

### Mustafa Kemals Ankunft in Samsun
Mustafa Kemal kam zum Schluss, dass der Widerstand nur aus Anatolien und nicht von Istanbul aus geleitet werden könne.
1919 erhielt er die Chance, auf die er und andere Offiziere gewartet hatten. Wachsender Widerstand und Unruhe in Nordostanatolien beunruhigten Großbritannien. Großbritannien drohte der Hohen Pforte mit der Besetzung der Region, falls es dem Reich nicht gelänge, für Ruhe und Ordnung zu sorgen. Der Sultan beauftragte daraufhin Mustafa Kemal mit der Demobilisierung der 9. Armee und entsandte ihn an die Schwarzmeerküste. Seine Ankunft in Samsun am 19. Mai 1919 markiert den Beginn des Befreiungskrieges und wird heute noch in der Türkei als Nationalfeiertag gefeiert.
Nach seiner Ankunft forderte Kemal in einem Schreiben (Havza Genelgesi) andere Offiziere auf, überall im Land Versammlungen abzuhalten, die Bevölkerung über das Vorhaben der Besatzungsmächte aufzuklären und Widerstand zu organisieren. Die erste Versammlung solcher Art fand am 30. Mai 1919 in Havza statt.

## Landesweite Kongresse
Die abgehaltenen Kongresse dienten dazu, eine einheitliche nationale Widerstandsbewegung zu gründen und ihr neben einem Programm auch eine nationale Legitimation zu geben. Ziel war es, die dezentral und unabhängig voneinander agierenden Kräfte zu vereinigen. Auf den Kongressen in Erzurum (23. Juli bis 7. August 1919) und Sivas (4. bis 11. September 1919) wurden Strategien zur Befreiung der Türkei in einem Nationalpakt (türk. Misak-ı Millî) festgelegt. Als Ziel wurde darin die Unteilbarkeit aller Gebiete definiert, die größtenteils von „Türken“ bewohnt waren. Er gilt noch heute als das Gründungsdokument der Republik.

### Kongress von Erzurum

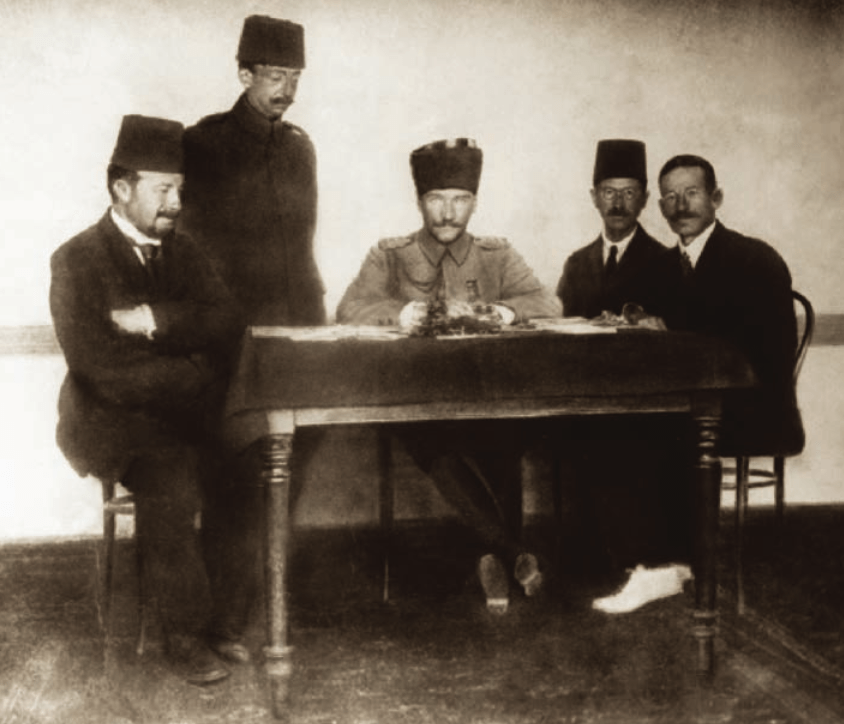
Mustafa Kemal mit Delegierten

In der Zwischenzeit wurden überall im Land patriotische Gesellschaften gegründet, die sich „Gesellschaft zur Verteidigung der Rechte“ (Müdafaa-i Hukuk Cemiyeti) nannten. Mustafa Kemal rief in seinem „Amasya-Rundschreiben“ („Die Unabhängigkeit des Volkes wird durch die Entschlossenheit und Entscheidung des Volkes wieder gewonnen“) alle lokalen Gesellschaften dazu auf, sich zu einem Nationalkongress zusammenzuschließen. Dieser sollte die politische Bewegung und die späteren militärischen Maßnahmen durch das Volk legitimieren.
Den ersten Kongress hielt Mustafa Kemal vom 23. Juli bis 7. August 1919 in Erzurum ab. Zuvor trat er am 8. Juli von seinem Rang als Pascha zurück und verließ damit die Osmanische Armee. Am nächsten Tag wurde er in Erzurum zum Vorsitzenden des Kongresses gewählt.
Unter seinem Vorsitz trafen sich 56 Delegierte aus den Städten Erzurum, Sivas, Bitlis, Van und Trabzon. Die Delegierten waren Mitglieder der Sancaks, der alten Osmanischen Verwaltungseinheiten. Am 23. Juli verabschiedete der Kongress eine 10-Punkte-Resolution. Darin wurde die Wiedereinsetzung des Osmanischen Parlaments sowie die Unabhängigkeit, Souveränität und Unteilbarkeit des türkischen Staates gefordert. Auch die Vertreter der sechs östlichen Provinzen stimmten für das Verbleiben im Reich. Dieser Beschluss richtete sich gegen die Gründung eines armenischen Staates.

### Kongress von Sivas

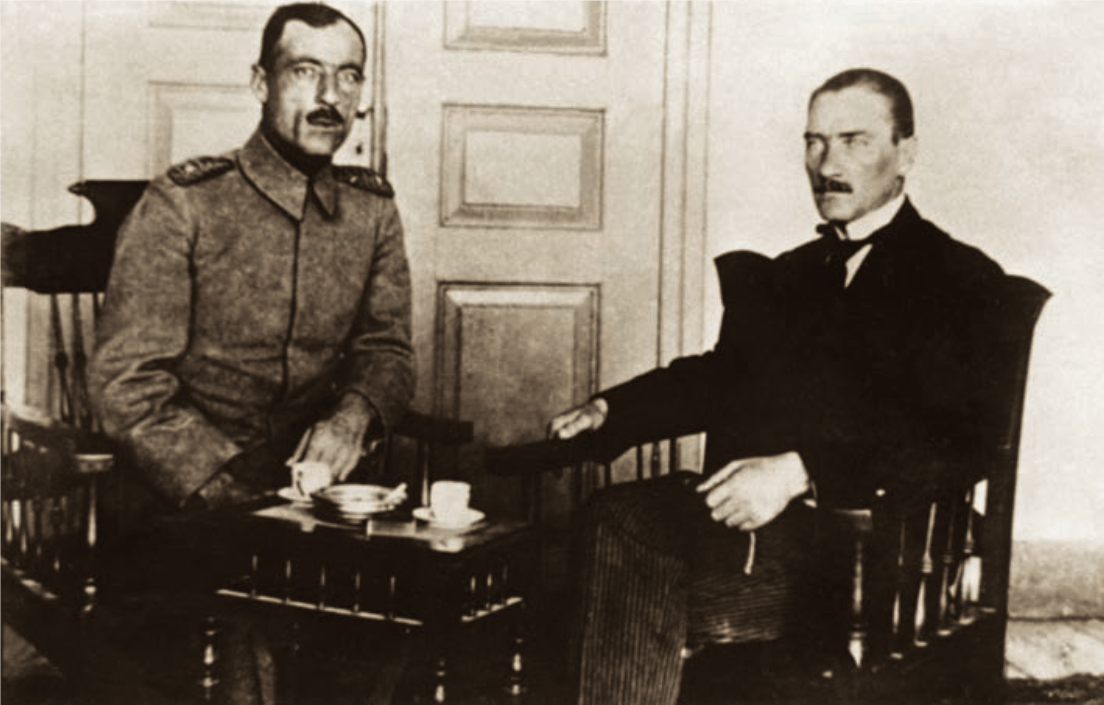
Mustafa Kemal und Kommandeur der 5. kaukasischen Division, Cemil Cahit

Am 4. September 1919 fand der zweite Kongress in Sivas statt. Auf dem Kongress trafen sich die Delegierten und bestätigten die Beschlüsse von Erzurum. Daneben wurde auch festgelegt, dass alle Müdafaa-i Hukuk-Gesellschaften sich zur „Gesellschaft zur Verteidigung der Rechte von Anatolien und Thrakien“ (Anadolu ve Rumeli Müdafaa-i Hukuk Cemiyeti) zusammenschließen sollten. Der Kongress wählte ein 15-köpfiges Repräsentativkomitee (Heyet-i Temsiliye), zu dessen Vorsitzendem Mustafa Kemal gewählt wurde. Dieses Gremium wurde mit weitreichenden Kompetenzen ausgestattet, um die Nation zu vertreten.

### Das Amasya-Treffen
Als Vorsitzender des Komitees stellte Mustafa Kemal am 20. Oktober folgende Forderungen an die osmanische Regierung: Die Regierung solle sich an die gefassten Beschlüsse von Erzurum und Sivas halten, sie solle keine weitreichenden Entscheidungen fällen, bevor das osmanische Parlament (Meclis-i Mebusan) sich wieder konstituiert habe, und bei Regierungsentscheidungen solle das Repräsentativkomitee konsultiert werden.
Die Osmanische Regierung schickte einen Vertreter, um mit Mustafa Kemal eine Einigung zu erzielen. Auf dem Treffen in Amasya einigten sich die beiden Parteien auf folgende Beschlüsse:
- Die Regierung von Konstantinopel wird sich an die Beschlüsse von Erzurum und Sivas halten, falls das neue Parlament den Beschlüssen zustimmt.
- Die „Gesellschaft zur Verteidigung der Rechte von Anatolien und Thrakien“ wird als Organisation von der Regierung rechtlich anerkannt.
- In Regionen mit mehrheitlich türkischer Bevölkerung wird eine fremde Besatzung nicht akzeptiert.
- Den nicht muslimischen Bevölkerungsteilen werden keine Sonderrechte eingeräumt, die den gesellschaftlichen Frieden stören könnten.
- Aus Sicherheitsgründen ist eine Versammlung des Parlaments in Konstantinopel nicht akzeptabel.
- Bei den Friedensverhandlungen wird das Repräsentativkomitee an der Auswahl der Delegierten beteiligt.

### Kongress von Thrakien
Zwischen dem 9. und 13. Mai 1920 wurde der Kongress von Thrakien abgehalten. Am Kongress nahmen 217 Delegierte teil, darunter auch der Widerstandskämpfer Ahmet Muhtar Merter. Der Kongress hielt fest, dass Thrakien mehrheitlich türkisch und muslimisch sei und zum Osmanischen Reich gehöre. Gleichzeitig lehnte der Kongress eine Angliederung an Griechenland ab. Daneben wurde beschlossen, dass bei einer eventuellen Besatzung durch Griechenland ein bewaffneter Widerstand beginnen sollte.

## Gründung des Türkischen Parlaments

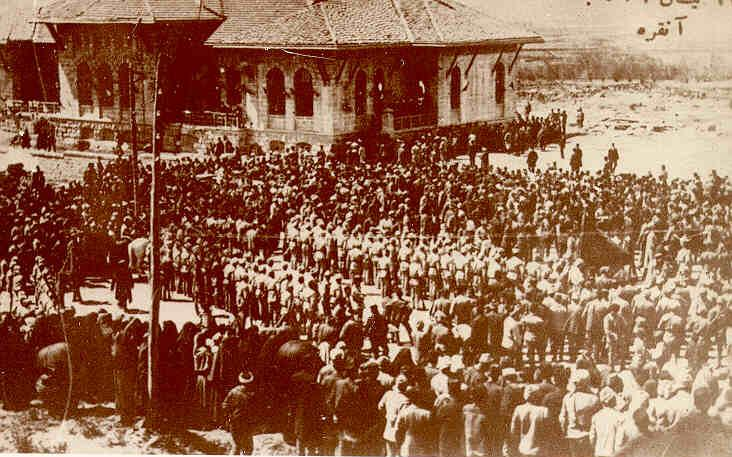
Eröffnung der Großen Nationalversammlung am 23. April 1920

Die Forderungen des Repräsentativkomitees nach einer neuen patriotischen Regierung und einem neuen Parlament wurden im Dezember 1919 vom Sultan umgesetzt, als er neue Wahlen ansetzte. Aus den Wahlen gingen Nationalisten und Anhänger Mustafa Kemals als Sieger hervor. Die „Gruppe zur Rettung des Vaterlandes“ (Felâh-ı Vatan Grubu) gewann die Mehrheit der Sitze im neuen Parlament.
Am 12. Januar 1920 traf sich das osmanische Parlament zum letzten Mal und stimmte den Forderungen von Amasya zu und machte sich den „Nationalpakt“ des anatolischen Widerstand zu eigen. Der Nationalpakt ist auch insofern wichtig, da er die Staatsgrenzen eines zukünftigen Staates festschrieb. Sie sollten innerhalb der Friedensvertragslinien von Mudros liegen. Damit gab das Parlament alle imperialen Gebietsansprüche in Arabien, im Kaukasus und auf dem Balkan auf.
Die Widerstandsbewegung definierte den Staat nicht nur geographisch, sondern auch ethnisch neu. Sie definierte Anatolien und die mehrheitlich muslimisch bewohnten Gebiete als ihr Staatsterritorium.
Am 16. März 1920 besetzte Großbritannien Konstantinopel, um die nationalen Aktivitäten zu unterbinden. Führende Parteimitglieder von „Rettung des Vaterlandes“ wurden verhaftet. Daraufhin löste der Sultan das Parlament auf. Zeitgleich begannen griechische Truppen damit, tiefer ins anatolische Landesinnere vorzudringen.
Nach der Auflösung des osmanischen Parlaments lud Mustafa Kemal die Parlamentarier nach Ankara ein. Am 23. April 1920 wurde die neue Türkiye Büyük Millet Meclisi mit 324 Parlamentariern konstituiert und das Repräsentativkomitee (Heyet-i Temsiliye) aufgelöst. Von diesen 324 Parlamentariern waren 92 Mitglieder vom aufgelösten osmanischen Parlament und die restlichen 232 waren Vertreter der Müdafaaihukuk Cemiyeti (Gesellschaft zur Verteidigung der Rechte) Bewegung aus dem ganzen Land. Zur ersten Parlamentsversammlung konnten nur 115 Parlamentarier anreisen. Der erste Beschluss des Türkiye Büyük Millet Meclisi an diesem Tag, war der Gründungsbeschluss des Parlaments mit dem Namen Türkiye Büyük Millet Meclisi. Am 24. April 1920 wurde Mustafa Kemal mit 110 von 120 Stimmen zum Parlamentspräsidenten gewählt. Am 25. April wurde eine vorübergehende und 2. Mai 1920 die erste republikanische türkische Regierung mit Vorsitz von Mustafa Kemal gebildet.
Im August 1920 erreichte die Nationalversammlung die Nachricht, dass die vom Sultan nach Paris entsandte Delegation den Friedensvertrag von Sèvres unterschrieben und damit der Zerstückelung des Reiches zugestimmt hatte. Die Nationalversammlung lehnte den Vertrag ab und erklärte die Regierungsvertreter zu Hochverrätern. Am 20. Januar 1921 wurde die neue türkische Verfassung verabschiedet.

## Besatzung nach dem Vertrag von Sèvres

Gebietsabtretungen der Türkei und Besatzungszonen nach dem Vertrag von Sèvres. Die Karte folgt den üblichen kartographischen Darstellungen und weist wie diese einige Fehler und Missverständlichkeiten auf. So waren die Besatzungszonen mit Ausnahme der Meerengenzone und des Smyrna-Gebiets kein Gegenstand des Vertrages und die Grenze zu Armenien wurde nicht durch den Vertrag, sondern durch einen Entscheid des amerikanischen Präsidenten Wilson festgelegt. Die hierdurch Armenien zugesprochenen Gebiete befanden sich nur zum geringeren Teil unter effektiver Kontrolle der Republik Armenien

Die Bestimmungen des Mudros-Waffenstillstandsabkommens sahen eine vollständige Demobilisierung der osmanischen Streitkräfte und Besatzungsrechte der Alliierten vor. Die Alliierten Großbritannien, Frankreich und Italien hatten ihre Interessengebiete bereits während des Krieges abgesteckt. Auch den Griechen wurde um Izmir eine Besatzungszone zugestanden, in einem Gebiet, das nach den ursprünglichen Abmachungen Italien zufallen sollte. Griechische Truppen landeten im Mai 1919 in Izmir. Die griechische Regierung nutzte ein Hilfsersuchen der Alliierten für Bereitstellung von Truppen zur Verteidigung von Istanbul zum Überschreiten der Grenzen ihrer Besatzungszone und okkupierte im Laufe des Sommers 1920 die kleinasiatische Marmara-Region und drang ins anatolische Inland ein.
Der weitgehende Zusammenbruch der osmanischen Herrschaft, die in großem Umfang vorhandenen und zurückgelassenen Waffen, der zunehmende Widerstand der nationalen Kräfte, die sich um Mustafa Kemal sammelten, und die Uneinigkeit der Alliierten sorgten für eine verworrene Lage. Die Vereinigten Staaten betrieben eine zunehmend isolationistische Politik, Frankreich legte sein Hauptaugenmerk auf die Sicherung vor revanchistischen Bestrebungen des Deutschen Reichs und Italien fühlte sich um seinen kolonialen Lohn für den Kriegseintritt auf Seiten der Alliierten betrogen. Großbritannien war durch den Ersten Weltkrieg nicht nur wirtschaftlich erschöpft, sondern sah sich durch Sowjetrussland zusätzlich in Asien herausgefordert. Zusätzlich hatte die britische Regierung hinsichtlich der Behandlung des osmanischen Sultans und Kalifen auf die Gefühle der muslimischen Untertanen des Empire, zumal in Indien, Rücksicht zu nehmen.
Vor diesem Hintergrund erfolgte am 10. August 1920 die Unterzeichnung des Friedensvertrags von Sèvres. Neben dem Verlust der arabischen Provinzen, mit dem die Türkei sich bereits abgefunden hatte, sollten die ursprünglichen Kriegsziele der Aufteilung der Türkei und ihre Verdrängung aus Europa nach Möglichkeit weiter verfolgt werden. Der Türkei sollte ein inneranatolischer Rumpfstaat überlassen werden.
Die Meerengen mit den angrenzenden Territorien, einschließlich der osmanischen Hauptstadt Istanbul, sollten internationalisiert werden. Griechenland wurde Ostthrakien bis fast an die Stadtgrenzen Istanbuls zugesprochen, mit gewissen Beschränkungen, die sich aus der Internationalisierung der Meerengen ergaben.
Die östlichen Landesteile der heutigen Türkei, mit den Städten Kars, Ardahan und Batumi, die bis 1878 osmanisch waren und die das Osmanische Reich im Frieden von Brest-Litowsk 1918 wieder zurückgewonnen hatte, mussten erneut abgetreten werden. Es war vorgesehen, dass diese Gebiete (teilweise) und (einseitig) noch zu bestimmende Gebiete in Ostanatolien der im Mai 1918 gegründeten Republik Armenien zugeschlagen werden sollten. Die Festlegung der Grenzen Armeniens, das damit Erzurum, Van, sowie einen Schwarzmeerzugang bei Trabzon erhalten sollte, hatte der US-amerikanische Präsident Woodrow Wilson übernommen. Es war aber bereits absehbar, dass die Republik Armenien sich nicht in den Besitz dieser Gebiete setzen konnte und zudem von Sowjetrussland bedroht war. Außerhalb des Vertrages war daher politisch ein Mandat der USA für Armenien angestrebt, dazu kam es jedoch nicht mehr.
Die außeranatolischen Gebiete in Syrien und Mesopotamien wurden abgetreten, die Annexion Zyperns durch Großbritannien anerkannt. Die bereits italienisch besetzten Inseln der Dodekanes einschließlich des hinzugewonnenen Kastelorizo fielen an Italien. Syrien und der Libanon sollten französisches Völkerbundmandat werden, wobei die Grenze zur Türkei deutlich nördlich der heutigen liegen und das Mandatsgebiet Teile Kilikiens umfassen sollte.
Die Region um Izmir wurde griechischer Besatzung und Verwaltung unterstellt. Das Parlament der Besatzungszone sollte nach einigen Jahren über einen Anschluss an Griechenland entscheiden.
Darüber hinaus behielten sich die Alliierten Besatzungsrechte vor. Intern unter den Siegern und außerhalb des Friedensvertrags wurde vereinbart, dass außerhalb des Smyrna-Gebiets Südwestanatolien mit Antalya und Konya italienisches und weite Teile Ostanatoliens bis nach Sivas französisches Interessengebiet sein sollte.
Südlich des an Armenien fallenden Gebiets und östlich des Euphrat wurde den Kurden eine autonome Region zugesprochen und die Möglichkeit einer späteren Abspaltung zugesagt.
Die Türkei sollte lediglich ein Gebiet um Ankara in Zentralanatolien umfassen, das zudem unter fremder finanzieller und militärischer Kontrolle bleiben sollte. Der Vertrag führte aber lediglich dazu, dass die Regierung des Sultans in den Augen des Großteils der Bevölkerung jegliche Legitimität verlor.

## Befreiungskrieg

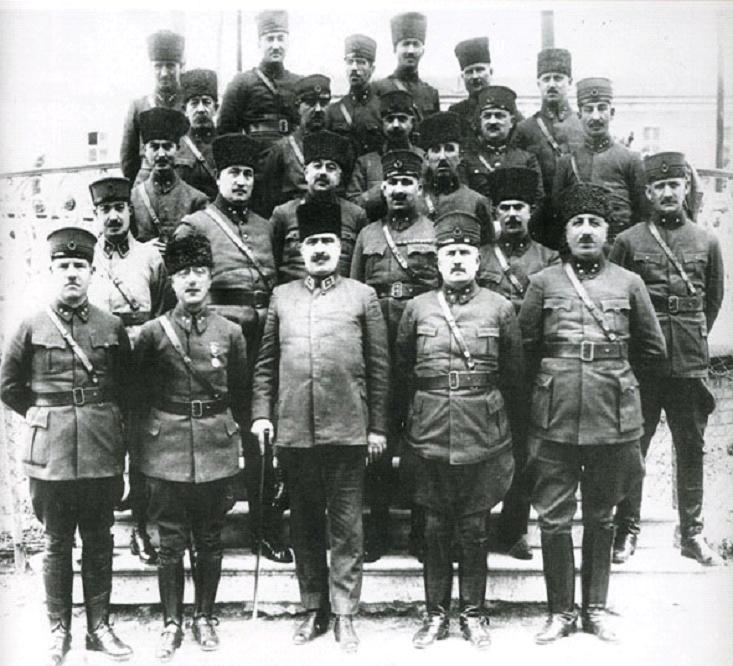
Einige der Befehlshaber im Befreiungskrieg: 1. Reihe von links nach rechts: Ali Fuat Cebesoy, Cevat Çobanlı, Fevzi Çakmak, Kâzım Karabekir, Fahrettin Altay; 2. Reihe von links nach rechts: Kazım İnanç, Ali Sait Akbaytogan, Ali Hikmet Ayerdem, Kemalettin Sami Gökçen, Cafer Tayyar Eğilmez, İzzettin Çalışlar, Şükrü Naili Gökberk; 3. Reihe von links nach rechts: Âsım Gündüz, Alaaddin Koval, Mehmet Sabri Erçetin, Sabit Noyan, Ömer Halis Bıyıktay; Hinterste Reihe der dritte von links nach rechts Hayrullah Fişek.

Der Krieg gegen die Besatzer wurde im Westen und Süden zunächst durch Milizkräfte der Kuvayı Milliye durchgeführt. Diese Streitkräfte vereinigten sich mit der regulären türkischen Armee, die auf Beschluss der Großen Nationalversammlung der Türkei gebildet wurde. An der Ostfront wurde gegen Armenien dagegen der Krieg durch nicht demobilisierte osmanische Truppenteile unter dem Kommando von Kâzım Karabekir geführt.

### Aufstände
Im Verlauf des Unabhängigkeitskrieges kam es immer wieder zu Aufständen. Sie waren ethnisch und religiös motiviert. Letzteres wurde von der Regierung des Sultans unterstützt und richtete sich gegen die neue Regierung in Ankara. Die ersten Maßnahmen der Regierung unter Mustafa Kemal betrafen die Niederschlagung der diversen Aufstände. Mit englischer Unterstützung bildete das Osmanische Reich eine neue Kalifatsarmee (Kuva-yi İnzibatiye oder Hilafet Ordusu). Diese wurde trotz guter Ausrüstung durch die Truppen Mustafa Kemals geschlagen. Aufstände fanden u. a. in Konya und Urfa (Milli Aşiret Ayaklanması) statt.

### Ostfront

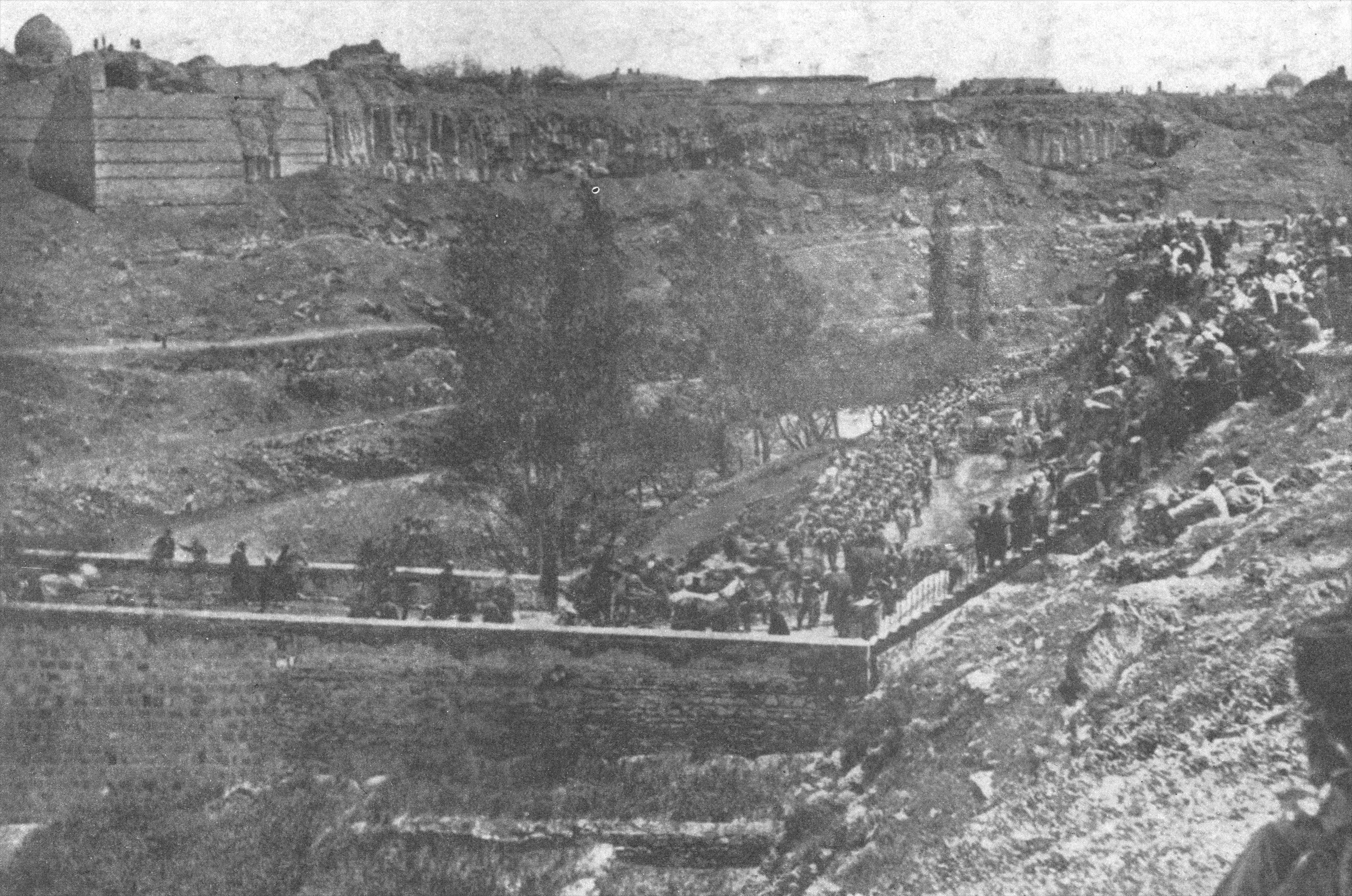
Armeniens araratisches Regiment, 1920

Am 28. Mai 1918 war im Südkaukasus auf einem Gebiet, das zum Zarenreich gehört hatte, die Demokratische Republik Armenien mit Jerewan als Hauptstadt gegründet worden. Diese sollte nach den Vorstellungen der Alliierten, wie sie im Vertrag von Sèvres zum Ausdruck kamen, stark vergrößert werden. Die Parlamentsregierung unter Mustafa Kemal beauftragte 1919 Kâzım Karabekir mit der Verteidigung der von Armenien beanspruchten und mit der Rückeroberung der bereits von Armenien besetzten Gebiete. Kâzım Karabekir stieß mit seinen Einheiten Richtung Kaukasus vor. Die Städte Kars und Ardahan wurden erobert und die armenischen Truppen zurückgedrängt. Die Kemalisten führten die jungtürkische Vernichtungspolitik gegenüber den Armeniern fort. Bei Alexandropol allein wurden 60.000 armenische Zivilisten getötet.
Nach den türkischen Siegen wurde am 18. November 1920 ein Waffenstillstandsabkommen geschlossen.

Am 2. Dezember 1920 wurde der Vertrag von Alexandropol unterzeichnet, der erste völkerrechtliche Vertrag, der von der Nationalversammlung in Ankara geschlossen wurde, praktische Bedeutung erlangte er aber nicht mehr, weil Armenien bereits 4 Tage später von sowjetischen Truppen besetzt wurde und die Demokratische Republik Armenien damit ihr Ende fand.
Im Vertrag von Moskau vom 16. März 1921 einigte sich das türkische Parlament mit Sowjetrussland über den Grenzverlauf in Transkaukasien.
Mit dem Freundschaftsvertrag von Kars vom 23. Oktober 1921 akzeptierten die formal noch unabhängigen Staaten Transkaukasiens, die Armenische SSR, die Aserbaidschanische SSR und die Georgische SSR dieses Ergebnis, damit waren die heute bestehenden Grenzen zwischen der Türkei und diesen Staaten festgelegt.

### Südfront

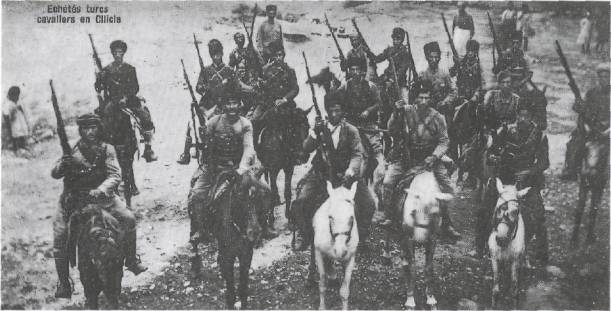
Patriotische Milizen, 1919

Im Süden Anatoliens teilten Frankreich und Großbritannien Teile des Osmanischen Reiches unter sich auf. Die Briten besetzten Mosul, İskenderun, Kilis, Antep, Maraş und Urfa, die Franzosen Adana, Mersin und Osmaniye. Die Franzosen setzten die Armenische Legion und tunesische Hilfstruppen in den türkischen Besatzungszonen ein, um für Ruhe und Ordnung zu sorgen.
Auf dem Sivas-Kongress beschlossen die Delegierten in der französischen Zone Kuvayı Milliye zu gründen. Auch sollte die Bevölkerung gegen die französischen Besatzer mobilisiert werden. Am 12. Februar 1920 wurde Maraş von den französischen Truppen geräumt und die Türken, die von Sütçü İmam geführt wurden, übernahmen die Kontrolle über die Stadt. Am 11. April 1920 führte Ali Saip auch in Urfa den Widerstand zu einem erfolgreichen Ende. Hingegen war der Aufstand in Antep nach einem Jahr und 6.000 Toten erfolglos verlaufen. Am 9. Februar 1921 mussten sich die Aufständischen von Antep geschlagen geben. Allerdings gaben die Franzosen ihre Besetzung türkischen Gebiets mit dem Ankara-Abkommen vom Oktober 1921 endgültig auf und überließen die armenische Zivilbevölkerung, sofern sie nicht ohnehin schon geflüchtet war, der kemalistischen Willkür bzw. der Rache der türkischen Sieger.
Im Jahr 1920 waren von den Alliierten noch 100.000 armenische Überlebende des Genozids von Palästina und Syrien nach Kilikien repatriiert worden. Die Änderung der französischen Politik unter dem Hochkommissar der Levante für das syrische Kilikien, Henri Gouraud, hatte ihren Grund im langfristigen französischen Interesse an Syrien und Libanon. Kilikien wurde dafür im Tausch den Kemalisten angeboten. Für die repatriierten Armenier bedeutete die Räumung Kilikiens durch die Franzosen eine weitere Katastrophe. Pogromartige Übergriffe seitens der Türken und das winterliche Wetter forderten unter der armenischen Gemeinde von Maraş, die nach dem Abzug der Franzosen ebenfalls ihr Heil in der Flucht gesucht hatte, schätzungsweise bis zu 10.000 Todesopfer.
Mit den Siegen im Osten und Süden stieg die Popularität der neuen Regierung in Ankara bei der Bevölkerung. Die Vertreibung der armenischen Bevölkerung Kilikiens durch die Kemalisten beendete die Existenz dieser christlichen Volksgruppe in Südanatolien.

### Westfront

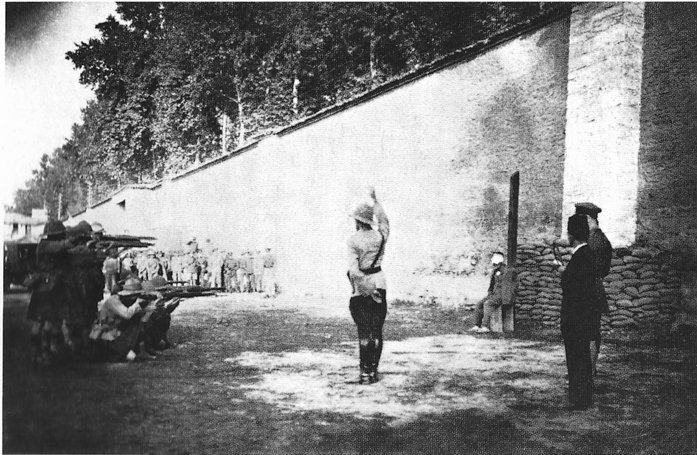
Hinrichtung eines kemalistischen Türken durch die britischen Streitkräfte in İzmit. (1920)

Nach Beendigung des Ersten Weltkrieges erhielt Griechenland im Friedensvertrag von Sèvres Ost-Thrakien (damit verlief seine nordöstliche Grenze wenige Kilometer von Konstantinopel entfernt) und ein großes Gebiet der kleinasiatischen Küste um Izmir vom Osmanischen Reich, in dem viele Griechen siedelten.
Schon vor der Unterschrift des Friedensvertrag von Sèvres besetzten griechische Truppen am 15. Mai 1919 Izmir, große Gebiete im ägäischen Raum und Teile von Ost-Thrakien. Am 6. Januar 1921 begann das griechische Militär mit einer Großoffensive in Anatolien, die von Bursa und Uşak aus in Richtung Eskişehir und Afyon abzielte. Eskişehir war ein strategisch wichtiger Punkt, mit dem die Griechen die Eisenbahnlinie unter Kontrolle bringen konnten. Die griechische Armee wurde mit Waffen und Material durch Großbritannien unterstützt und war dem türkischen Militär bezüglich der Ausstattung und Nahrungsversorgung weit überlegen.
Nach der Eroberung von Eskişehir rückte die griechische Armee Richtung Ankara vor, um die nationale Regierung zu zerschlagen. Bei der Stadt İnönü traf sie auf die türkische Armee unter der Führung von İsmet Pascha. Am 10. Januar 1921 kam es so zur Ersten Schlacht von İnönü, die die türkische Armee siegreich beenden konnte. Mustafa Kemal nutzte diesen Sieg und setzte am 20. Januar 1921 die neue Verfassung durch, in der es hieß: „Alle Gewalt geht vom Volke aus“. Die neue Verfassung stellte somit die Autorität des Sultans in Frage. Zum ersten Mal emanzipierte sich die Regierung in Ankara damit offiziell von der alten osmanischen Ordnung und der Monarchie.
In der zweiten Schlacht bei İnönü drangen die Griechen wieder Richtung Zentralanatolien vor und besetzten, diesmal erfolgreich, am 23. März 1921, Bilecik, Uşak und bei İnönü die Metris-Anhöhen. Danach gingen die türkischen Truppen unter İsmet Pascha in die Offensive und besiegten zum zweiten Mal die griechischen Soldaten. Die Griechen mussten sich am 1. April bis nach Bursa zurückziehen, damit gelang es İsmet Pascha in den beiden Schlachten von Januar und April 1921, den griechischen Vorstoß aufzuhalten, İsmet Pascha erhielt später den Familiennamen İnönü, als Ehrung für seine Siege bei der gleichnamigen Stadt.

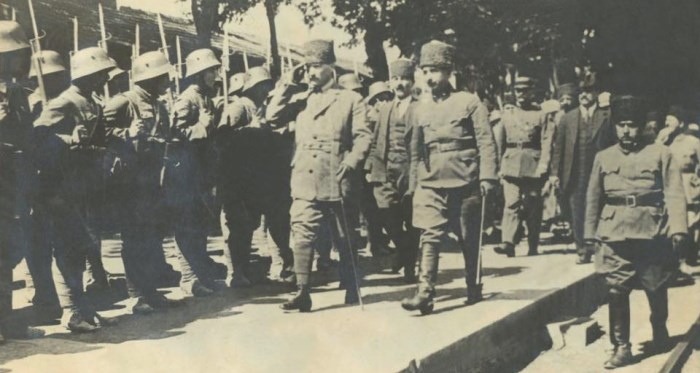
Mustafa Kemal Pascha und İsmet Pascha inspizieren die Soldaten. (1921)

Im Juli 1921 ging die griechische Armee wieder in die Offensive. Die türkischen Truppen mussten sich in der Schlacht von Kütahya und Eskişehir zurückziehen. Nach der türkischen Niederlage wurde Mustafa Kemal zum Oberkommandierenden der türkischen Armee ernannt. Am 7. und 8. August 1921 wurde die nationale Mobilmachung (Tekalif-i Milliye) ausgerufen. Die Bevölkerung war damit verpflichtet, dem Militär alle benötigten Materialien und Ressourcen zur Verfügung zu stellen.
Am 23. August kam es zur Entscheidungsschlacht am Sakarya (23. August 1921 bis 13. September 1921), wo 45.000 türkische Soldaten gegen 89.000 griechische Soldaten kämpften. Die Truppen unter Mustafa Kemal errangen in der Schlacht am Sakarya einen wichtigen Sieg, bei dem die Griechen 30.000 Tote zu beklagen hatten. Nach diesem Sieg zogen sich die französischen Truppen aus der Türkei zurück und gaben 1921 mit der Unterzeichnung der Franklin-Boullon-Abkommen (Vertrag von Ankara) ihre Gebietsansprüche gegenüber der Türkei auf. Daraufhin verließen auch die Italiener und schließlich auch die Briten das Land.
Ein Jahr nach der Sakarya-Schlacht, das zur Vorbereitung für den weiteren Krieg genutzt wurde, ging die türkische Armee am 26. August 1922 unter der Leitung von Mustafa Kemal in die Offensive. Am 26. und 27. August wurden die Verteidigungslinien der Griechen durchbrochen, und die Armee marschierte in Afyon ein. Am 30. August wurden weite Teile der griechischen Armee vernichtend geschlagen. Der Oberkommandierende der griechischen Armee, General Nikolaos Trikoupis, wurde gefangen genommen. Seit diesem Sieg wird der 30. August in der Türkei als „Zafer Bayramı“ (Tag des Sieges) gefeiert. Die sich auflösende griechische Armee zog sich ungeordnet Richtung Izmir zurück, ihre Soldaten wurden unter chaotischen Bedingungen teilweise von britischen und französischen Schiffen evakuiert.

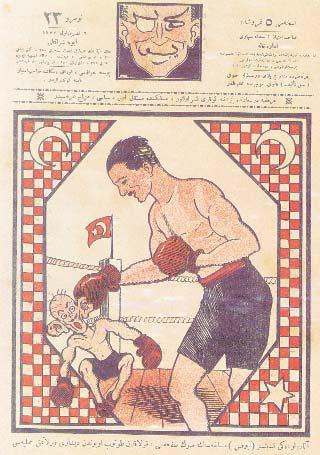
„Anatoliens Geschenk an Griechenland anlässlich des neuen Jahres.“ Politische Karikatur von Cevat Şakir, veröffentlicht in der Istanbuler Zeitschrift Güleryüz (Ausgabe 34, S. 8, 22. Oktober 1921) einen Monat nach der Schlacht von Sakarya, einem Wendepunkt des türkischen Befreiungskrieges.

Der Krieg endete am 9. September 1922 mit der Einnahme der damals mehrheitlich griechisch besiedelten Großstadt Izmir durch türkische Truppen.

„Die griechischen Truppen hatten einen Tag vorher die Stadt verlassen, einen Tag später besuchte sie Mustafa Kemal Paşa. Für İzmir ging der Krieg noch etwas weiter. Der türkische Gouverneur Nur üd-Din Paşa ließ den griechischen Metropoliten Chrystostomos lynchen. Armenische Verbände kämpften weiter gegen die türkischen Truppen. Zugleich begannen türkische Bewohner der Stadt, Rache für die oft entwürdigende Behandlung während der Besetzung zu nehmen. Die Geschichte des kosmopolitischen İzmir […] ging blutig zu Ende. Am 13. November brach in den armenischen Vierteln an mehreren Stellen Feuer aus. Daß es gelegt wurde, ist so gut wie sicher, umstritten ist, wer es getan hat – Rache suchende Türken oder Armenier, die eine Politik der verbrannten Stadt verfolgten. Die unteren, meist von Nicht-Muslimen bewohnten Stadtviertel, aber auch der Bazar brannten ab. Der größte Teil der türkischen Viertel wie einige Teile des heute noch vornehmen Alsancak blieben verschont.“

Der Journalist und Augenzeuge Falih Rıfkı Atay begründet die Brandstiftung mit einer Mischung von Zerstörungswut und Minderwertigkeitsgefühl sowie dem Fanatismus des Militärstatthalters Nureddin Pascha. Die armenische Bevölkerung Izmirs, die auf Druck von General Liman von Sanders vom türkischen Genozid 1915–1918 noch verschont worden war, wurde mitsamt der griechischen getötet oder in die Flucht geschlagen. Die griechische Armee zerstörte oder verbrannte bei ihrem Rückzug viele Städte und Dörfer. Beispielsweise blieben in Aydın nur drei von 8.000 Häusern unversehrt. In Manisa wurden laut dem amerikanischen Vize-Konsul von Konstantinopel unter anderem 10.300 Häuser, 15 Moscheen, zwei Bäder, 2.278 Geschäfte, 19 Hotels und 26 Villen zerstört. 90 % von Manisa, 90 % von Turgutlu, 70 % von Alaşehir und 65 % von Salihli wurden von der griechischen Armee komplett zerstört. Dabei wurden auch tausende türkische Zivilisten durch Mord, Folter und Vergewaltigung getötet oder misshandelt, was dazu führte, dass eine Million türkische Zivilisten am Ende des Krieges obdachlos blieben. Am 18. September 1922 verließen die letzten griechischen Truppen Anatolien.

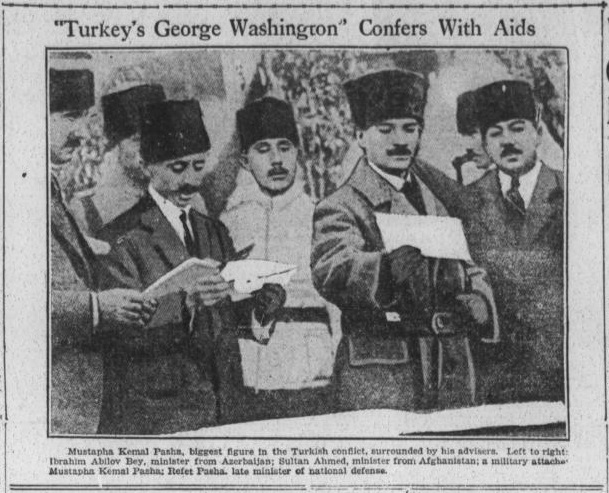
Der Abilene Daily Reporter in Texas nannte Mustafa Kemal am 13. Oktober 1922 den „George Washington der Türkei“

Nach dem Rückzug der griechischen Truppen wandten sich die siegreichen türkischen Truppen der Rückgewinnung der unter alliierter Besatzung stehenden Meerengen, Istanbuls und Ostthrakiens zu. Von den Alliierten waren aber lediglich die Briten gewillt, militärischen Widerstand zu leisten, wollten aber auch selbst ihr militärisches Engagement nicht, vor allem nicht alleine, erweitern. Das eigenmächtige Handeln eines Teils der britischen Regierung in dieser Angelegenheit führte zur Chanakkrise, die zum Rückzug französischer Truppenteile von den Dardanellen, zum Sturz der Regierung Lloyd George und zur Aufnahme von Waffenstillstandsverhandlungen der Alliierten mit der türkischen Führung führten. Am 11. Oktober 1922 schlossen die Besatzungsmächte ohne die Beteiligung der Regierung des Sultans Mehmed VI. den Waffenstillstand von Mudanya, damit kam auch Konstantinopel wieder in türkischen Besitz.

## Folgen des Krieges

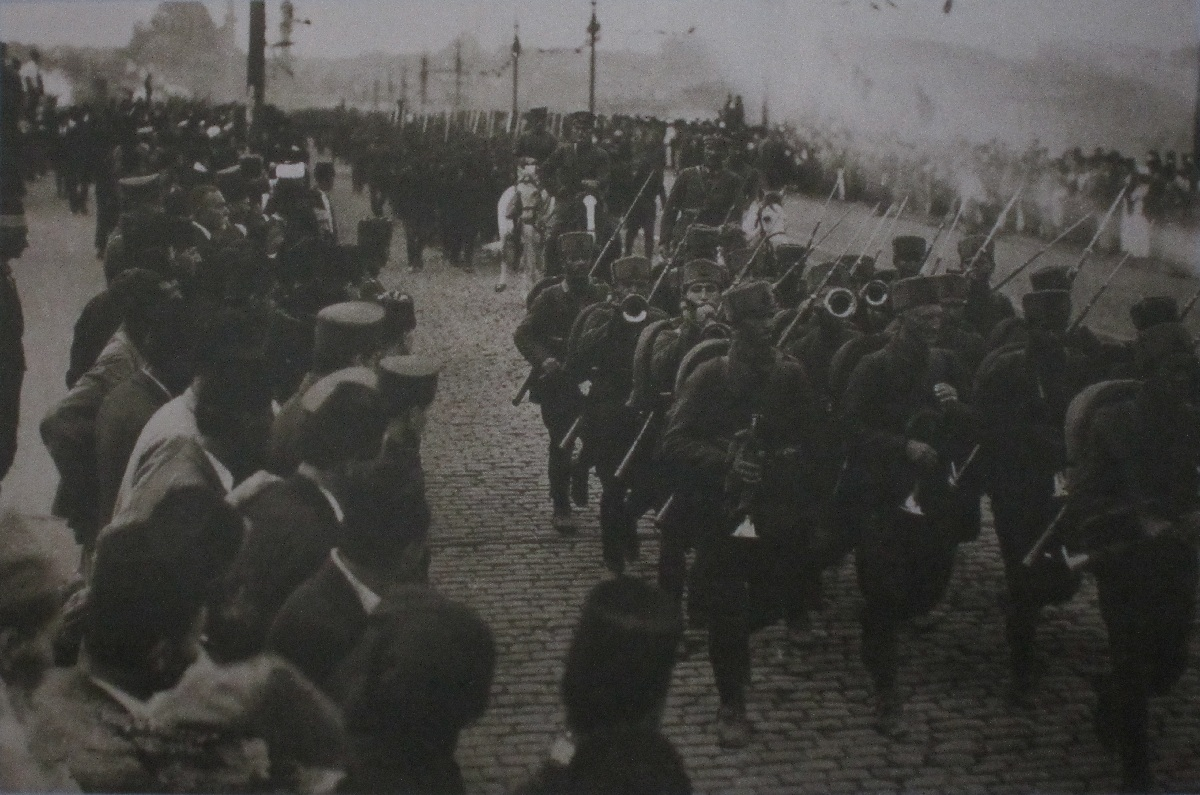
Türkische Truppen in Istanbul, 6. Oktober 1923

### Gründung der Republik Türkei
Am 11. Oktober 1922 verhandelten die Alliierten in Mudanya über ein Waffenstillstandsabkommen mit der türkischen Regierung ohne die Beteiligung der Griechen. Am 1. November stimmte die Nationalversammlung für die Trennung von Sultanat und Kalifat und für die Aufhebung des Sultanats. Mitte November musste der letzte osmanische Sultan Mehmed VI. das Land verlassen. Sein Cousin Abdülmecid II. übernahm das Amt des Kalifen.
Im Vertrag von Lausanne wurden am 24. Juli 1923 die Bestimmungen aus dem Vertrag von Sèvres revidiert und so der Verlust großer Teile des heutigen Staatsgebiets der Türkei verhindert und die neuen Grenzen völkerrechtlich anerkannt.
Nachdem alle ausländischen Kräfte aus Anatolien abgezogen waren, rief Mustafa Kemal am 29. Oktober 1923 die Republik aus. Später erhielt er den Nachnamen „Atatürk“ („Vater der Türken“) und wurde der erste Präsident der Republik. Durch den Vertrag von Montreux vom 20. Juli 1936 bekam die Türkei die volle Souveränität über die Meerengen zurück. 1939 wurde der Sandschak von Alexandretta mit seinen armenischen und arabischen Minderheiten, von den Türken in Hatay umbenannt und nach einer Volksabstimmung der Türkei angegliedert.

### Folgen für Griechenland
Infolge des verlorenen Krieges fand in Griechenland ein Staatsstreich statt, König Konstantin musste abdanken. Prinz Andreas wurde am 2. Dezember 1922 wegen Befehlsverweigerung und Verrats während des Türkei-Feldzugs degradiert und verbannt. Ministerpräsident Gounaris wurde zusammen mit hohen Offizieren des Hochverrats angeklagt und am 28. November 1922 in Goudi bei Athen hingerichtet.

### Umsiedlungen
Der Vertrag von Lausanne legte die Zwangsumsiedlung von 1,5 Millionen Griechen aus der Türkei und fast einer halben Million Türken aus Griechenland in die Türkei fest, zumeist aus Nord-Griechenland, Makedonien und von den ägäischen Inseln. Ausnahmen wurden nur für die Türken im westlichen Thrakien und für die Griechen in Istanbul und auf den vorgelagerten Inseln Imbros und Tenedos gemacht.
Viele der verbliebenen Menschen folgten jedoch später mehr oder weniger freiwillig (besonders nach Pogromen gegen die jeweiligen Minderheiten) ihren zuvor vertriebenen Landsleuten. Die griechische Gemeinde in Istanbul, die noch in den Anfängen des zwanzigsten Jahrhunderts ca. 40 % bis 60 % der Stadtbevölkerung ausmachte, ist heute auf wenige hundert Mitglieder geschrumpft. Die türkische, bzw. muslimische Gemeinde in Thrakien ist hingegen seit dem Bevölkerungsaustausch in den 1920er Jahren weitgehend konstant bei 80.000 – 120.000 Personen geblieben.
Die damaligen Ereignisse bedeuten für viele Griechen und Türken ein Trauma und sind eine von vielen Ursachen für die teils bis heute schwelenden Ressentiments zwischen beiden Völkern.